# Yolande de Polignac
Yolande Martine Gabrielle, gravin, later hertogin van Polignac, geboren de Polastron (Parijs, 8 september 1749 — Wenen, 9 december 1793) was een Franse hofdame en intieme vriendin van koningin Marie Antoinette.
Yolande de Polastron trad in dienst bij het koninklijk hof te Versailles en werd gouvernante van de koninklijke kinderen van Lodewijk XVI en Marie Antoinette. In 1767 huwde zij Jules, hertog de Polignac (1746-1817). Yolande de Polignac ontwikkelde zich tot goede vriendin van koningin Marie Antoinette en introduceerde ook haar echtgenoot. Deze verwierf een zekere macht aan het hof, die echter desastreus was. Jules de Polignac hield zich vooral bezig met het vergaren van een groot kapitaal. Hij bezorgde daarop de Polignacs een slechte naam bij de bevolking en maakte niet alleen het geslacht impopulair, maar ook de koningin.
Yolande bleek al even spilzuchtig als haar echtgenoot. En omdat ze de lievelingshofdame van Marie Antoinette was geworden - en daarmee de facto hoofd van de hofhouding - ontving zij een royale toelage, en hield ze er op kosten van de koningin een extravagante levensstijl op na.
Omstreeks 1780 werd Yolande de Polignac de tijdelijke minnares van Karel, graaf van Artois (1757-1836), de latere koning Karel X van Frankrijk. Naar men zegt was de zoon van Yolande, Jules Auguste Armand Marie, prins de Polignac, een latere premier van Karel X en diens vertrouweling, een buitenechtelijk kind van Karel. In ieder geval duurde de verhouding tussen Yolande en de charmante graaf van Artois slechts korte tijd. Na enige tijd begon de graaf van Artois een buitenechtelijke relatie met Yolandes jongere zuster, Louise. 
Yolande had ook een relatie met de Graaf de Vaudreuil. Van haar tweede kind wordt gezegd dat het van De Vaudreuil was. 
Koningin Marie Antoinette raakte langzaam maar zeker geïrriteerd door de spilzucht van Yolande en haar man. Yolande kwam hier later ook achter en besloot enige tijd naar Engeland te gaan (1785). 
Met het uitbreken van de Franse Revolutie in 1789 werd Yolande opnieuw de intiemste vertrouwelinge van de koningin. De bestorming van de Bastille op 14 juli deed Jules de Polignac besluiten met zijn vrouw en kinderen het land te verlaten. Twee dagen na de feiten vertrokken ze. Ze gingen naar Zwitserland en begonnen aan een zwervend bestaan van émigrés. Yolande onderhield briefcontact met de koning en koningin, maar keerde niet meer naar Frankrijk terug. In 1793 werd er bij Yolande kanker geconstateerd. Ze overleed op 9 december 1793 in Wenen. Dit was slechts enige maanden nadat zij het bericht had ontvangen van de terechtstelling van haar geliefde koningin.